# Skruvtjärnarna (Ramsjö socken, Hälsingland, 690122-149567)
Skruvtjärnarna är en sjö i Ljusdals kommun i Hälsingland och ingår i Ljusnans huvudavrinningsområde.